# 412-й военный госпиталь

Мемориальная доска Николаю Ивановичу Пирогову на заборе около КПП военного госпиталя. Автор: скульптор Валерий Салиев. Установлена в 1983 году.

412-й военный госпиталь Министерства обороны Российской Федерации — базовый госпиталь в Южном военном округе.

## История
Владикавказский лазарет на 300 коек при Владикавказской крепости был развернут 15 июня 1808 года.
В 1847 году Владикавказский лазарет посещал великий русский хирург Н. И. Пирогов, который провёл несколько операций и впервые в истории медицины применил эфирный наркоз при оказании помощи раненым на поле боя.
В 1860 году с формированием Терской области госпиталь становится Окружным госпиталем Терской области.
В 1871 году для окружного госпиталя Терской области строится новый корпус и выделяется территория в районе бывшей Госпитальной улицы, ныне улица Титова.
В этот период врачи активно внедряли достижения современной медицины, особенно в борьбе с инфекционными заболеваниями — холерой, дифтерией, проводили профилактическую работу по предупреждению чумы.
19 декабря 1914 года госпиталь посетил Император Николай II.
В 1920 году госпиталь вошёл в состав медицинских учреждений Красной Армии. Госпиталь преобразован в Военный госпиталь Владикавказского гарнизона. Госпиталь разместился в зданиях Дворца начальника Терской области.

### Великая Отечественная война
С начала Великой Отечественной войны, с июля 1941 по апрель 1942 года, госпиталь находился в г. Орджоникидзе, оказывая помощь раненым, прибывающим с фронта. В 1942 году госпиталь начал боевой путь от Кавказа до предгорий Карпат. Этапы пути: Дербент, Грозный, Краснодар, станица Варениковская, Черновцы.

### Послевоенные годы
Директивой штаба Ставропольского военного округа № 0598 от 07.09.1945 г. для медицинского обслуживания частей Орджоникидзевского гарнизона госпиталь реорганизован в лазарет на 50 коек.
Приказом № 0409 от 01.07.1947 г. лазарет реорганизован в гарнизонный госпиталь № 12 на 100 коек.
С 1880 года госпиталь располагается на современном месте и занимает историческое здание.

## Достопримечательности
На территории госпиталя находятся памятники культурного наследия:
- Дворец начальника Терской области (литер 1)
- Комплекс служебных и хозяйственных построек Дворца начальника Терской области (литер 2, 10, 11, 16, 21)
- Казарма Владикавказского гарнизона и участок примыкающей крепостной стены на Армянской улице.
- бывшая Армянская школа на Армянской улице, д. 21 — 23.